# Gayville (Nueva York)
Gayville es un área no incorporada (o conocidas como aldea) ubicada en el condado de Oswego en el estado estadounidense de Nueva York. Gayville se encuentra ubicada dentro del pueblo de Constantia.

## Geografía
Gayville se encuentra ubicada en las coordenadas 43°18′22″N 76°0′50″O / 43.30611, -76.01389.